# Семёнково (Охотинское сельское поселение)
Семёнково — деревня Охотинского сельского поселения Мышкинского района Ярославской области.
Деревня стоит на правом, западном берегу реки Юхоть. Река образует здесь крутую излучину и деревня охвачена рекой с востока, юга и запада, только с севера примыкая к суше. Семёнково один из последних населённых пунктов Мышкинского района вверх по правому берегу Юхоти. К северо-востоку от деревни, выше по течению Юхоти стоят деревни Бурцево и Бабайки, последний населённый пункт Мышкинского района в этом направлении. Далее в Юхоть впадает небольшой ручей, на противоположном берегу которого стоит деревня Медведково, находящаяся уже в Большесельском районе. Бурцево и Бабайки с северной стороны охвачены протоком реки Юхоть. К северу от Семёнково и к западу от Бурцево на некотором удалении от берега стоит деревня Старово. Эти четыре деревни стоят на обращённой к югу излучине Юхоти, вокруг них сельскохозяйственные угодья, к северу от которых начинаются леса. Лесная дорога длиной около 4 км через Старово связывает Семёнково с Антеплево. На противоположном берегу Юхоти напротив Семёнково находится деревня Литвиново, которая находится в Угличском районе. Менее чем в километре ниже Семёнково и Литвиново в Юхоть впадает самый крупный левый приток — Улейма, одна из основных рек Угличского района.
На 1 января 2007 года в деревне Семёнково числилось 7 постоянных жителей . Деревню обслуживает почтовое отделение, находящееся в селе Охотино.